# Sadia Khatri
Sadia Khatri (urdu : سعدیہ کھتری) es una escritora, fotógrafa  y feminista pakistaní. Ha trabajado como periodista en Dawn y The Kathmandu Post, y como editora de reportajes en Papercuts Magazine. Es también una de las fundadoras del colectivo feminista Girls at Dhabas.

## Biografía
Khatri se graduó de Mount Holyoke College, Massachusetts, EE. UU. Comenzó como estudiante de Astronomía y Física y luego agregó Periodismo y Estudios de Medios.
En 2011, tomó fotografías de niños que pasan la mayor parte del tiempo al borde de la carretera en áreas comerciales de Karachi. Las mismas se exhibieron en una exposición en Karachi. En cada una de ellas, había una cita correspondiente al niño fotografíado para transmitir su perspectiva de la vida a través de sus propias palabras.

## Carrera profesional
En su ensayo autobiográfico "El miedo y la ciudad", mención especial del Premio de escritura para mujeres Zeenat Haroon Rashid, Khatri narra su liberación a través de los viajes y la lucha por recuperar espacios públicos en su ciudad natal. Su ensayo termina contacto su experiencia de un ataque de odio.
Ha trabajado como periodista en Dawn y The Friday Times. También es crítica de cine. De igual forma, participó en la Academia de la Crítica en el Festival de Cine de Locarno.
También actuó en el video musical de un himno feminista de la banda de chicas Garam Anday.

## Feminismo
Khatri es una de las fundadoras del colectivo feminista Girls at Dhabas. El colectivo nació de las frustraciones diarias de las mujeres de clase media y alta que se ven obligadas a permanecer en lugares seguros y no pueden salir solas sin una buena razón. Esto la llevó a pensar en la violencia que había experimentado en casa, en espacios privados, que era mucho mayor que cualquier cosa a la que había sido sometida en las calles. Le hizo ver cómo la seguridad era solo un argumento utilizado para reforzar el binomio privado/público y vigilar los cuerpos y sexualidad de las mujeres.